# Butterballs
"Butterballs" er det femte afsnit af 16. sæson af den amerikanske animerede sitcom South Park og det 228. afsnit af serien i alt. Der havde premiere på Comedy Central i USA den 11. april 2012.
Stan vil gøre opmærksom på farerne ved at mobbe, ved at lave en stor dansevideo, alt imens Butters bliver offer for en unormal bølle. 
Afsnittet indeholdt mange humoristiske referencer til Kony 2012-skaberen Jason Russell, hvis personlige problemer har været offentligt kendt i mindre end en måned da afsnittet første gang blev vist. Afsnittet har også mange referencer til den kontroversielle film Bully fra 2011 og den generelle anti-mobningskampagne der har været i USA gennem de seneste år. Musikvideoen i afsnittet gengiver næsten eksakt den nyligt udgivet Cypress Ranch High School anti-mobbe musikvideo. I Cy-Ranch-videoen siger en studerende "Did you realize that in America (griner) er over 200.000 studerende bange for at gå i skole på grund af mobning?", hvilket gentages i afsnittet med det samme genkendelige grin.